# 江陵駅
江陵駅（カンヌンえき）は、大韓民国江原特別自治道江陵市にある韓国鉄道公社（KORAIL）の駅である。

## 利用可能な路線
- 韓国鉄道公社
  - 京江線
    - 手前の青良信号所を終点とする嶺東線の旅客列車も乗り入れる。

## 駅構造
京江線の開業に合わせて新駅舎が開業した。プラットホーム2面4線（島式ホーム）の地上駅（半地下構造）である。

### のりば
| 終着            |
| ４３ \| ２１ \| |
| 珍富↲ /正東津 ↓ |

| ホーム | 路線           | 直通路線             | 種別                 | 行先                               | 備考             |
| ------ | -------------- | -------------------- | -------------------- | ---------------------------------- | ---------------- |
| 1・２  | 嶺東線         | 中央線(下り)・東海線 | ムグンファ号・ヌリロ | 栄州・安東・慶州・太和江・釜田方面 | 東海駅で乗り継ぎ |
| 1・２  | 嶺東線         | 中央線(下り)・大邱線 | ムグンファ号・ヌリロ | 栄州・安東・河陽・東大邱方面       | 東海駅で乗り継ぎ |
| 1・２  | 嶺東線         | 太白線・中央線(上り) | ムグンファ号・ヌリロ | 東栢山・堤川・清凉里方面           | 東海駅で乗り継ぎ |
| 1・２  | 嶺東線         |                      | ムグンファ号・ヌリロ | 正東津・東海方面                   | シャトル列車     |
| 1・２  | 嶺東線         | 三陟線               | 海列車               | 東海・三陟方面                     |                  |
| 3・4   | 京江線(江陵線) |                      | KTX                  | 平昌・万鍾・清凉里・ソウル方面     |                  |

## 駅周辺
- 江陵総合運動場
  - 江陵カーリングセンター[1]

## 歴史
- 1962年8月6日：嶺東線の駅として開業。
- 1979年3月1日：当駅 - 鏡浦台駅間 (5.5km)の廃止にともない、嶺東線の終着駅となる。
- 2005年9月8日：嶺東線東海駅 - 当駅間が電化される。
- 2014年9月15日：京江線工事に伴い営業休止。
- 2017年12月22日：京江線開業に合わせ、新駅舎にて営業再開。当駅手前の区間を地下化。ただし、京江線の列車のみ発着。
- 2018年
  - 6月28日：嶺東線の終点が同日設置の青良信号所に変更され、線籍上、京江線の単独駅となる。
  - 7月18日：嶺東線のムグンファ号乗り入れ再開。
- 2020年
  - 3月2日：嶺東線の長距離ムグンファ号乗り入れ廃止。それに伴い、当駅 - 東海駅間のシャトル列車（ムグンファ号・ヌリロ）が運行開始。
- 2024年：東海中部線全通により、嶺東線の江陵 - 東海間が東海線に編入される予定。
- 2027年：東海線の猪津方面(東海北部線)が開業する予定。

## 隣の駅
韓国鉄道公社
嶺東線
正東津駅 - (安仁駅) - 江陵駅
京江線
珍富駅 - (大関嶺信号場) - (南江陵信号場) - 江陵駅